# Öreg szőlő
A maribori Öreg szőlő (szlovénul: stara trta) egy több mint 400 éves tőke, amely szerepel a Guinness Rekordok Könyvében. A tőkét a világ legidősebbjének tartják.

## A tőke
A vasráccsal körbekerített szőlőtőke egy 17. századi ház falára fut fel. A szőlő több, 1657 és 1681 között készült festményen is látható. A tőke ma is termő, nagyjából ötven kilogramm szőlőt szüretelnek róla évente. Levéből száz kicsi üveg bort állítanak elő, a butéliákat általában protokolláris ajándékként adják át.
A város polgármestere - a barátság és együttműködés jeleként - oltványokat ajándékoz más városoknak minden évben. Mindegyik oltvány eredetbizonylatot kap. A szüretet október elején, egy fesztivál keretében tartják.

## Magyar kapcsolat
Az Öreg szőlő több hajtása Magyarországra került. A szlovén város önkormányzata szőlővesszőt adományozott a Pannon Egyetem Georgikon Karának, a hajtást 2012. április 24-én ültették el a Festetics-kastély parkjában. Szintén kapott szőlővesszőt a Falvak Kultúrájáért Alapítvány is 2012-ben. Ezt Tihanyban ültették el.